# لاسوو
لاسوو (به لاتین: Lasów) یک روستا در لهستان است که در گمینا پینگسک واقع شده‌است. لاسوو ۵۲۸ نفر جمعیت دارد.